# Centerpartiet
 For alternative betydninger, se Centerpartiet (flertydig). (Se også artikler, som begynder med Centerpartiet)
Centerpartiet (C) også kaldt Centern, er et liberalt og økohumanistisk svensk politisk parti. Partiet har historisk i lighed med danske Venstre været et agrarparti. Det blev grundlagt i 1913 som Bondeförbundet, og var historisk stærke på landet samt i mindre byer, men som led i den omfattende urbanisering efter 2. Verdenskrig skiftede partiet navn til Centerpartiet i 1957, for også at fremstå attraktivt for byboere. Nogle af partiets mest markante og vedvarende synspunkter er modstanden mod atomkraft, der gav stor vælgertilslutning, samt ønsket om at decentralisere så mange af statens opgaver som muligt. På europæisk plan er partiet tilhænger af subsidiaritetsprincippet, ligesom det ønsker et føderalt EU. 
Centerpartiet var Socialdemokraternas nærmeste allierede under folkhemmets opbyggelse i midten af 1900-tallet og sad i regering med dem 1936-1945 og 1951-1957, men skiftede strategi i 1960-erne og indgik et samarbejde med de øvrige borgerlige partier, der kom til magten 1976-1982 med partiets leder Thorbjörn Fälldin som statsminister. Centerpartiet deltog også i Carl Bildt fra Moderaternas regering i 1990'erne. Før valget i 1994 forlod Centerpartiet den borgerlige koalition for at indgå i endnu et samarbejde med Socialdemokraterna, hvilket imidlertid kostede partiet vælgertilslutning. De senere år har Centerpartiet ændret kurs og er blevet et i international sammenhæng mere klassisk liberalt parti. Partiet har siden Maud Olofssons tiltræden som partileder i 2001 tegnet en tydeligere selvstændig profil end tidligere, hvilket har tiltrukket mange vælgere i storbyerne. I 2006 var partiet det hurtigst voksende parti i Stockholm. Efter Annie Lööf blev leder i 2011 har partiet fået en endnu tydeligere liberal profil med libertarianske islæt.  
Helt frem til 2005 ejede Centerpartiet aviskoncernen Centertidninger AB, som blev solgt for 1,815 mia. svenske kroner, hvilket gjorde Centerpartiet til verdens rigeste politiske parti.
Ved valget i 2006 gik partiet til valg sammen med Moderaterna, Folkpartiet og Kristdemokraterna som Alliance for Sverige. Partierne dannede efter valget en firkløverregering under Moderaternas Fredrik Reinfeldts ledelse. Centerpartiets leder Maud Olofsson var erhvervsminister. Desuden havde partiet landbrugsministerposten, miljøministerposten og trafikministerposten. Den borgerlige alliance tabte Riksdagsvalget i Sverige 2014.
Ved Riksdagsvalget i Sverige 2018 fik partiet 8,6% af stemmerne og 31 mandater.

## Partiledere
- Erik Eriksson (1916–1920)
- Johan Andersson (1920–1924)
- Johan Johansson (1924–1928)
- Olof Olsson (1928–1934)
- Axel Pehrsson-Bramstorp (1934–1949)
- Gunnar Hedlund (1949–1971)
- Thorbjörn Fälldin (1971–1985)
- Karin Söder (1985–1987)
- Olof Johansson (1987–1998)
- Lennart Daléus (1998–2001)
- Maud Olofsson (2001–2011)
- Annie Lööf (2011- )